# Central dosadora
É a unidade de dosagem do concreto para garantir as quantidades adequadas dos materiais que formarão o concreto usinado. Todos os equipamentos da central dosadora deverão estar em bom estado de conservação, a fim de assegurar proporções corretas.
As balanças devem ser aferidas periodicamente, de forma a assegurar que a diferença entre a massa real e a indicada não seja superior a 2% da primeira, em alguns países há pesadas multas para balanças fora do padrão estabelecido, no Brasil o órgão oficial que fiscaliza as balanças é o INMETRO.
Deve-se dar uma atenção especial à água de amassamento (amolecimento) do concreto, a mesma deverá ser dosada em hidrômetros aferidos de acordo com a tolerância do fabricante, com normas específicas. A água do traço (massa) do concreto deverá ser corrigida em função da umidade dos agregados (areia e cimento ou outros derivativos).
Há uma sugestão padrão na Engenharia Civil que se determine pelo menos duas vezes por dia a medida da umidade superficial do agregado miúdo (no caso estoque do material antes da mistura pedra, areia, cimento etc…) e toda vez que houver mudança de estoque e após chuvas.